# Gerhard Ertl
Gerhard Ertl (Stuttgart, 10 oktober 1936) is een Duits natuurkundige. Hij heeft de ontwikkeling van de oppervlaktechemie sterk vooruit geholpen. Tussen 1986 en 2004 was hij directeur van de afdeling Fysische Chemie van het Fritz-Haber-Instituut in Berlijn. In 2007 ontving hij de Nobelprijs voor de Scheikunde.

## Biografie
Gerhard Ertl werd geboren op 10 oktober 1936 in Stuttgart-Bad Cannstatt, een deel van Stuttgart. Kort voor het einde van de basisschool verhuisde zijn familie naar Fellbach, vijf kilometer verderop. Hij deed eindexamen op het Kepler-Gymnasium in Bad Cannstatt.
In 1955 begon Gerhard Ertl met de studie Fysica op de universiteit van Stuttgart. Hij studeerde ook aan twee andere universiteiten, 1957/58 aan de Sorbonne in Parijs en 1958/59 aan de Ludwig-Maximilians-Universität München. In 1961 behaalde hij zijn diploma in de Fysica. Hij studeerde af op „Eine Temperatursprungmethode zur Untersuchung schneller Dissoziationsreaktionen mit Hilfe eines Mikrowellen impulses“ (Een temperatuursprongmethode ter bestudering van snelle dissociatiereacties met behulp van microgolf impulsen). Heinz Gerischer van het „Max-Planck-Institut für Metallforschung“ in Stuttgart stond hem hierin bij. In 1962 ging Gerhard Ertl met Heinz Gerischer naar München, die professor werd aan de Technische Universität München. Hij werkte tot 1965 bij hem aan zijn proefschrift op het gebied van de Fysische chemie „Über die Kinetik der katalytischen Oxidation von Wasserstoff an Germanium-Einkristallen” (over de kinetiek van de katalytische oxidatie van waterstof op germanium eenkristallen). Hem werd de graad Doctor in de Natuurwetenschappen toegekend.
Gerhard Ertl bleef bij de TU München en deed in twee jaar zijn habilitatie door „Untersuchung von Oberflächenstrukturen und -reaktionen mittels Beugung langsamer Elektronen“ (onderzoek van oppervlaktestructuren en –reacties via de diffractie van langzame elektronen). Hij werkte tot 1968 als docent in München, daarna werd hij professor aan de Gottfried Wilhelm Leibniz Universiteit van Hannover en hoofd van het Instituut voor de fyschische chemie en elektrochemie. In 1973 keerde hij naar München terug en volgde Georg-Maria Schwab als professor en hoofd van het Instituut voor de fyschische chemie van de Ludwig Maximilians-Universiteit in München.
In de jaren daarna was hij meerdere malen gastdocent in de Verenigde Staten: 1976/77 bij Caltech in Pasadena, 1979 bij University of Wisconsin-Milwaukee en 1981/82 bij University of California, Berkeley. In 1986 kreeg hij een ereprofessoraat aan de Freie Universität van Berlijn als de Technische Universität van Berlijn. Tot zijn emeritaat in 2004 was hij een van de directeuren van het Fritz-Haber-Instituut in Berlijn net zoals Heinz Gerischer die hoofd van de afdeling fysische chemie was. In 1996 kreeg hij een ereprofessoraat aan de Humboldtuniversiteit van Berlijn en was toen verbonden aan alle drie de Berlijnse universiteiten.
Gerhard Ertl is betrokken bij de uitgave van vijf tijdschriften op het gebied van de fysische chemie en oppervlaktechemie. Hij is lid van de redactie van negen internationale tijdschriften waaronder Angewandte Chemie en Science. Hij is actief in de „Gesellschaft Deutscher Naturforscher und Ärzte (GDNÄ)“ en de „Gesellschaft Deutscher Chemiker (GDCh)“. Van 1995 tot 2001 was hij vicepresident van de Deutschen Forschungsgemeinschaft (DFG).

## Prestaties
Tijdens zijn habilitatie was Gerhard Ertl een van de eersten in Duitsland die met laagenergetische elektrondiffractie (LEED) apparatuur oppervlakken bestudeerde. Hij startte zo de studie naar de oppervlaktechemie in Duitsland. Zijn eerste baanbrekende artikel verscheen in 1966 in het tijdschrift „Surface Science“, waarvan hij tussen 1977 en 1986 redacteur was. Het artikel beschreef oppervlaktestructuren en oppervlaktereacties aan koper-eenkristallen.
Gerhard Ertl hield zich bezig met de studie naar de elementaire stappen van oppervlaktereacties en de structuur van adsorpties. In het begin onderzocht hij de reacties van kleine moleculen aan de oppervlakken van metalen en legeringen. Hij heeft de oxidatie van koolstofmonoxide (CO) tot koolstofdioxide (CO2) aan de oppervlakte van eenkristallen onderzocht. Hij bestudeerde bij welke snelheidoscillaties CO2-productie optrad. Het doel van zijn studie was altijd om inzicht te krijgen in het mechanisme van de heterogene katalyse.
Een hoogtepunt was een aantal publicaties in de jaren 1970 over het mechanisme van de ammoniaksynthese, ook het Haber-Boschproces genoemd. De ammoniaksynthese van Haber-Bosch beschrijft de reactie van waterstofgas en stikstofgas tot ammoniak aan het oppervlak van ijzerdeeltjes. Dit proces wordt gebruikt voor de productie van kunstmest. Inzicht in dit mechanisme was een fel begeerd doel sinds Fritz Haber dit technische en economische belangwekkende proces in 1905 ontdekte. Ertl probeerde een antwoord te vinden op de vraag welke reactiestap in de ammoniaksynthese het langzaamst verliep, en dus zo snelheidsbepalend was voor de hele omzetting. Nauwkeurig onderzoek toonde aan dat de splitsing van het stikstofmolecuul aan het ijzeroppervlak in twee losse stikstofatomen de snelheidsbepalende stap was.
Gerhard Ertl ziet snel toepassingsmogelijkheden voor moderne technieken in zijn research. Kort na de eerste de beschrijving van een werkende atoomkrachtmicroscoop door Gerd Binnig en Heinrich Rohrer in 1982 schafte hij deze aan voor zijn groep. Dit schiep de mogelijkheid om diffusieprocessen zichtbaar te maken. Het gebruik van de femtosecondelasertechnologie maakte onderzoek naar zeer snelle oppervlakte reacties mogelijk.
Naast de fundamentele studie van modelkatalysatoren had Gerhard Ertl altijd belangstelling voor werkelijke katalysatoren. Samen met Helmut Knözinger en Jens Weitkamp heeft hij de vijfdelige encyclopedie „Heterogene Katalyse“ (Handbook of Heterogeneous Catalysis) uitgegeven, een standaardwerk op dit gebied.

## Prijzen en onderscheidingen
Ertl is gewoon lid van de „Deutschen Akademie der Naturforscher Leopoldina, van de der „Berlin-Brandenburgische Akademie der Wissenschaften“ en de „Academia Europaea“. Hij is lid van de „Braunschweigische Wissenschaftliche Gesellschaft“, van de „Österreichische Akademie der Wissenschaften (ÖAW)“, van de „Bayerische Akademie der Wissenschaften (BADW)“ en van de „Nordrhein-Westfälische Akademie der Wissenschaften“ en erelid van de „Royal Society of Edinburgh (RSE)“ en lid van de „American Academy of Arts and Sciences“.
Naast zijn professoraten aan drie Berlijnse universiteiten heeft Gerhard Ertl vijfmaal een eredoctoraat gekregen: in 1992 van de Ruhr-Universiteit Bochum, in 2000 van de Westfälische Wilhelms Universiteit Münster en in 2003 van de Belgische Katholieke Universiteit Leuven, van de Zweedse Technische Hogeschool Chalmers in Högskola en de Deense Universiteit van Århus.
In 1985 ontving Gerhard Ertl de "Carl-Friedrich-Gauß-Medaille" van de Braunschweigischen Wissenschaftlichen Gesellschaft. In 1987 ontving Gerhard Ertl de “Liebig-Denkmünze” van de Vereniging van Duitse Scheikundige. In 1992 ontving hij de „Bunsen-Denkmünze“ van de Duitse Bunsen vereniging voor fysische chemie, waar hij tevens erelid van is per 2006. In 1992 ontving ook hij de Japan-Prijs en het „Große Verdienstkreuz der Bundesrepublik Deutschland“.
Op 10 oktober 2007 ontving hij de Nobelprijs in de Scheikunde op basis van zijn onderzoek naar „Chemische processen op vaste stof oppervlakken”.
Op 27 november 2007 ontving Ertl de Otto-Hahn-Preis.
Op 8 april 2008 ontving Ertl met Peter Grünberg uit de handen van de Bondspresident van Duitsland Horst Köhler het Große Verdienstkreuz mit Stern des Verdienstordens der Bundesrepublik Deutschland. Op 26 april 2008 ontving hij van Minister-president Günther Oettinger de Verdienstmedaille des Landes Baden-Württemberg.
Op 27 september 2008 werd een IGS-school in Sprendlingen in Mainz-Bingen in bijzijn van de familie Ertl en veel eregasten omgedoopt in de "IGS Gerhard Ertl".

## Werken

### Artikelen
- G. Ertl: Kinetik des Zerfalls von N2O an Germanium-Spaltflächen. Z. Phys. Chem. N. F. (Frankfurt) 50 (1966), 46–59.
- G. Ertl: Untersuchung von Oberflächenreaktionen an Kupfer mittels Beugung langsamer Elektronen (LEED). Teil I: Surf. Sci. 6 (1967), 208–232; Teil II: Surf. Sci. 7 (1967), 309–331.
- G. Ertl: Elementarprozesse an Gas/Metall-Grenzflächen. Angew. Chem. 88 (1976), 423–433.
- M. Grunze, F. Bozso, G. Ertl, M. Weiss: Interaction of ammonia with Fe(111) and Fe(100) surfaces. Appl. Surf. Sci. 2 (1978), 241–265.
- M. Weiss, G. Ertl, F. Nitschké: Adsorption and decomposition of ammonia on Fe(110). Appl. Surf. Sci. 2 (1979), 614–635.
- G. Ertl: Kinetics of chemical processes on well-defined surfaces. In: J.R. Anderson, M. Boudart (Hrsg.): Catalysis: Science and Technology. Bd. 4, Springer, Heidelberg 1983, S. 209–282.
- G. Ertl: Metal clusters and metal surfaces. In: L. Guczi, H. Knözinger, B.C. Gates (Hrsg.): Metal Clusters in Catalysis. Elsevier, Amsterdam 1986, S. 577–604.
- G. Ertl: Phasenumwandlung und Selbstorganization in chemischen Systemen. In: K. Hierholzer, H.-G. Wittmann (Hrsg.): Phasensprünge und Stetigkeit in der natürlichen und kulturellen Welt. Wiss. Verlagsges., Stuttgart 1988, S. 237–255.
- G. Ertl: The oscillatory catalytic oxidation of carbon monoxide on platinum surfaces. In: P. Gray, G. Nicolis, F. Baras, P. Borckmans, S.K. Scott (Hrsg.): Spatial Inhomogeneities and Transient BehaVior in Chemical Kinetics. Manchester University Press, Manchester 1990, S. 6565–6579.
- G. Ertl: Elementary steps in ammonia synthesis: The surface science approach. In: J.R. Jennings (Hrsg.): Catalytic Ammonia Synthesis: Fundamentals and Practice. Plenum Press, New York 1991, S. 109–132.
- G. Ertl: Heterogene Katalyse: Von Goethe zur „kalten“ Fusion. In: Generalverwaltung der MPG (Hrsg.): Max-Planck-Gesellschaft Jahrbuch 1990. Vandenhoeck & Ruprecht, Göttingen 1990, S. 36–49.
- G. Ertl: Oscillatory kinetics and spatio-temporal selforganization in reactions at solid surfaces. Science 254 (1991), 1750-1755.
- G. Ertl: Grenzen naturwissenschaftlicher Voraussagbarkeit. In: Ruprecht-Karls-Universität Heidelberg (Hrsg.): Grenzen erkennen - Grenzen setzen? Studium Generale Sommersemester 1994. Universitätsverlag C. Winter - Programm „Heidelberger Verlagsanstalt“, 1995, S. 63–68.
- G. Ertl: Was die Welt im Innersten zusammenhält - 50 Jahre Erforschung der unbelebten, irdischen Natur in der Max-Planck-Gesellschaft. In: Forschung an den Grenzen des Wissens. 50 Jahre Max-Planck-Gesellschaft. 1948-1998. Vandenhoeck & Ruprecht, Göttingen 1998, S. 93–109.
- G. Ertl: Heterogeneous catalysis: from „black art“ to atomic understanding. In: E. Keinan, I. Schechter (Hrsg.): Chemistry for the 21st Century. Wiley-VCH, Weinheim-New York 2001, S. 54–69.
- G. Ertl: Ammonia Synthesis - Heterogeneous. In: I.T. Horváth (Hrsg.): Encyclopedia of Catalysis. Bd. 1, John Wiley & Sons, Hoboken/NJ 2003, S. 329–352, ISBN 0-471-24183-0.

### Boeken
- G. Ertl, J. Küppers: Low Energy Electrons and Surface Chemistry. 2. vollst. überarb. Auflage. Verlag Chemie, Weinheim 1985 (1. Auflage 1974), ISBN 3-527-26056-0.
- T. N. Rhodin, G. Ertl (Hrsg.): The Nature of the Surface Chemical Bond. North Holland, Amsterdam 1979.
- H. P. Bonzel, A. M. Bradshaw, G. Ertl (Hrsg.): Physics and Chemistry of Alkali Metal Adsorption. Elsevier, Amsterdam 1989.
- G. Ertl, H. Knözinger, J. Weitkamp (Hrsg.): Handbook of Heterogeneous Catalysis. Bd 1–5. Wiley-VCH, Weinheim 1997, ISBN 3-527-29212-8.
- G. Ertl, H. Knözinger, J. Weitkamp (Hrsg.): EnVironmental Catalysis. Wiley-VCH, New York-Weinheim 1999, ISBN 3-527-29827-4.
- G. Ertl, H. Knözinger, J. Weitkamp (Hrsg.): Preparation of Solid Catalysts. Wiley-VCH, New York-Weinheim 1999, ISBN 3-527-29826-6.